# 3. ŽNL Osječko-baranjska NS Valpovo 2015./16.
Prvenstvo se igralo dvokružno. Ligu je osvojio NK Podravac Bistrinci i time se kvalificirao u 2. ŽNL Osječko-baranjsku NS Valpovo – Donji Miholjac.

## Tablica
| Mj. | Klub                         | Sus. | Pobj. | Ner. | Por. | GR.   | Bod. |
| --- | ---------------------------- | ---- | ----- | ---- | ---- | ----- | ---- |
| 1.  | NK Podravac Bistrinci        | 20   | 15    | 2    | 3    | 68:20 | 47   |
| 2.  | NK Sloga Samatovci           | 20   | 13    | 5    | 2    | 53:23 | 44   |
| 3.  | NK Omladinac Petrijevci      | 20   | 11    | 5    | 4    | 43:26 | 38   |
| 4.  | NK Zrinski Vinogradci        | 20   | 9     | 4    | 7    | 36:39 | 31   |
| 5.  | NK Hrvatski Sokol Bocanjevci | 20   | 9     | 1    | 10   | 31:36 | 28   |
| 6.  | NK Tomislav Šag              | 20   | 6     | 8    | 6    | 28:27 | 26   |
| 7.  | NK Jadran Habjanovci         | 20   | 7     | 4    | 9    | 34:40 | 25   |
| 8.  | NK Gaj Brođanci              | 20   | 5     | 7    | 8    | 29:41 | 22   |
| 9.  | NK Croatia Veliškovci        | 20   | 5     | 3    | 12   | 29:37 | 18   |
| 10. | NK Mladost Tiborjanci        | 20   | 3     | 5    | 12   | 24:49 | 14   |
| 11. | NK Kitišanci                 | 20   | 3     | 4    | 13   | 20:57 | 13   |

## Rezultati
| NK Podravac Bistrinci - NK Jadran Habjanovci 8:1 NK Sloga Samatovci - NK Kitišanci 5:0 NK Croatia Veliškovci - NK Mladost Tiborjanci 1:0 NK Hrvatski Sokol Bocanjevci - NK Tomislav Šag 2:3 NK Zrinski Vinogradci - NK Omladinac Petrijevci 4:0 NK Gaj Brođanci slobodan | NK Gaj Brođanci - NK Zrinski Vinogradci 2:0 NK Omladinac Petrijevci - NK Hrvatski Sokol Bocanjevci 3:0 NK Tomislav Šag - NK Croatia Veliškovci 1:0 NK Mladost Tiborjanci - NK Sloga Samatovci 1:3 NK Kitišanci - NK Podravac Bistrinci 2:3 NK Jadran Habjanovci slobodan | NK Hrvatski Sokol Bocanjevci - NK Gaj Brođanci 1:0 NK Croatia Veliškovci - NK Omladinac Petrijevci 0:1 NK Sloga Samatovci - NK Tomislav Šag 1:1 NK Podravac Bistrinci - NK Mladost Tiborjanci 2:1 NK Jadran Habjanovci - NK Kitišanci 6:1 NK Zrinski Vinogradci slobodan |
| NK Gaj Brođanci - NK Croatia Veliškovci 4:2 NK Zrinski Vinogradci - NK Hrvatski Sokol Bocanjevci 2:1 NK Omladinac Petrijevci - NK Sloga Samatovci 2:1 NK Tomislav Šag - NK Podravac Bistrinci 0:1 NK Mladost Tiborjanci - NK Jadran Habjanovci 1:1 NK Kitišanci slobodan | NK Sloga Samatovci - NK Gaj Brođanci 4:1 NK Croatia Veliškovci - NK Zrinski Vinogradci 5:1 NK Podravac Bistrinci - NK Omladinac Petrijevci 0:0 NK Jadran Habjanovci - NK Tomislav Šag 2:1 NK Kitišanci - NK Mladost Tiborjanci 0:5 NK Hrvatski Sokol Bocanjevci slobodan | NK Gaj Brođanci - NK Podravac Bistrinci 2:2 NK Zrinski Vinogradci - NK Sloga Samatovci 0:4 NK Hrvatski Sokol Bocanjevci - NK Croatia Veliškovci 1:0 NK Omladinac Petrijevci - NK Jadran Habjanovci 4:1 NK Tomislav Šag - NK Kitišanci 3:0 NK Mladost Tiborjanci slobodan |
| NK Jadran Habjanovci - NK Gaj Brođanci 2:1 NK Podravac Bistrinci - NK Zrinski Vinogradci 6:2 NK Sloga Samatovci - NK Hrvatski Sokol Bocanjevci 5:2 NK Kitišanci - NK Omladinac Petrijevci 4:3 NK Mladost Tiborjanci - NK Tomislav Šag 1:1 NK Croatia Veliškovci slobodan | NK Gaj Brođanci - NK Kitišanci 1:1 NK Zrinski Vinogradci - NK Jadran Habjanovci 2:0 NK Hrvatski Sokol Bocanjevci - NK Podravac Bistrinci 2:1 NK Croatia Veliškovci - NK Sloga Samatovci 0:2 NK Omladinac Petrijevci - NK Mladost Tiborjanci 3:1 NK Tomislav Šag slobodan | NK Mladost Tiborjanci - NK Gaj Brođanci 0:1 NK Kitišanci - NK Zrinski Vinogradci 1:2 NK Jadran Habjanovci - NK Hrvatski Sokol Bocanjevci 2:1 NK Podravac Bistrinci - NK Croatia Veliškovci 1:0 NK Tomislav Šag - NK Omladinac Petrijevci 2:2 NK Sloga Samatovci slobodan |
| NK Gaj Brođanci - NK Tomislav Šag 2:2 NK Zrinski Vinogradci - NK Mladost Tiborjanci 2:0 NK Hrvatski Sokol Bocanjevci - NK Kitišanci 1:2 NK Croatia Veliškovci - NK Jadran Habjanovci 1:0 NK Sloga Samatovci - NK Podravac Bistrinci 2:0 NK Omladinac Petrijevci slobodan | NK Omladinac Petrijevci - NK Gaj Brođanci 4:0 NK Tomislav Šag - NK Zrinski Vinogradci 1:0 NK Mladost Tiborjanci - NK Hrvatski Sokol Bocanjevci 2:5 NK Kitišanci - NK Croatia Veliškovci 1:1 NK Jadran Habjanovci - NK Sloga Samatovci 1:2 NK Podravac Bistrinci slobodan | NK Jadran Habjanovci - NK Podravac Bistrinci 2:3 NK Kitišanci - NK Sloga Samatovci 0:0 NK Mladost Tiborjanci - NK Croatia Veliškovci 1:0 NK Tomislav Šag - NK Hrvatski Sokol Bocanjevci 1:1 NK Omladinac Petrijevci - NK Zrinski Vinogradci 2:2 NK Gaj Brođanci slobodan |
| NK Zrinski Vinogradci - NK Gaj Brođanci 3:3 NK Hrvatski Sokol Bocanjevci - NK Omladinac Petrijevci 2:3 NK Croatia Veliškovci - NK Tomislav Šag 1:2 NK Sloga Samatovci - NK Mladost Tiborjanci 4:1 NK Podravac Bistrinci - NK Kitišanci 8:0 NK Jadran Habjanovci slobodan | NK Gaj Brođanci - NK Hrvatski Sokol Bocanjevci 3:0 NK Omladinac Petrijevci - NK Croatia Veliškovci 7:1 NK Tomislav Šag - NK Sloga Samatovci 2:2 NK Mladost Tiborjanci - NK Podravac Bistrinci 1:7 NK Kitišanci - NK Jadran Habjanovci 2:3 NK Zrinski Vinogradci slobodan | NK Croatia Veliškovci - NK Gaj Brođanci 4:2 NK Hrvatski Sokol Bocanjevci - NK Zrinski Vinogradci 0:1 NK Sloga Samatovci - NK Omladinac Petrijevci 1:1 NK Podravac Bistrinci - NK Tomislav Šag 3:0 NK Jadran Habjanovci - NK Mladost Tiborjanci 3:3 NK Kitišanci slobodan |
| NK Gaj Brođanci - NK Sloga Samatovci 1:4 NK Zrinski Vinogradci - NK Croatia Veliškovci 2:1 NK Omladinac Petrijevci - NK Podravac Bistrinci 0:3 NK Tomislav Šag - NK Jadran Habjanovci 0:1 NK Mladost Tiborjanci - NK Kitišanci 0:4 NK Hrvatski Sokol Bocanjevci slobodan | NK Podravac Bistrinci - NK Gaj Brođanci 6:2 NK Sloga Samatovci - NK Zrinski Vinogradci 3:0 NK Croatia Veliškovci - NK Hrvatski Sokol Bocanjevci 1:3 NK Jadran Habjanovci - NK Omladinac Petrijevci 0:2 NK Kitišanci - NK Tomislav Šag 1:3 NK Mladost Tiborjanci slobodan | NK Gaj Brođanci - NK Jadran Habjanovci 1:4 NK Zrinski Vinogradci - NK Podravac Bistrinci 0:6 NK Hrvatski Sokol Bocanjevci - NK Sloga Samatovci 3:1 NK Omladinac Petrijevci - NK Kitišanci 4:0 NK Tomislav Šag - NK Mladost Tiborjanci 2:2 NK Croatia Veliškovci slobodan |
| NK Kitišanci - NK Gaj Brođanci 0:1 NK Jadran Habjanovci - NK Zrinski Vinogradci 1:1 NK Podravac Bistrinci - NK Hrvatski Sokol Bocanjevci 4:1 NK Sloga Samatovci - NK Croatia Veliškovci 4:4 NK Mladost Tiborjanci - NK Omladinac Petrijevci 3:0 NK Tomislav Šag slobodan | NK Gaj Brođanci - NK Mladost Tiborjanci 0:0 NK Zrinski Vinogradci - NK Kitišanci 1:1 NK Hrvatski Sokol Bocanjevci - NK Jadran Habjanovci 2:1 NK Croatia Veliškovci - NK Podravac Bistrinci 0:3 NK Omladinac Petrijevci - NK Tomislav Šag 1:0 NK Sloga Samatovci slobodan | NK Tomislav Šag - NK Gaj Brođanci 1:1 NK Mladost Tiborjanci - NK Zrinski Vinogradci 0:8 NK Kitišanci - NK Hrvatski Sokol Bocanjevci 0:1 NK Jadran Habjanovci - NK Croatia Veliškovci 1:1 NK Podravac Bistrinci - NK Sloga Samatovci 1:2 NK Omladinac Petrijevci slobodan |
| NK Gaj Brođanci - NK Omladinac Petrijevci 1:1 NK Zrinski Vinogradci - NK Tomislav Šag 3:2 NK Hrvatski Sokol Bocanjevci - NK Mladost Tiborjanci 2:1 NK Croatia Veliškovci - NK Kitišanci 6:0 NK Sloga Samatovci - NK Jadran Habjanovci 3:2 NK Podravac Bistrinci slobodan | | |